# 新しい日本をつくる国民会議
新しい日本をつくる国民会議（あたらしいにほんをつくるこくみんかいぎ、通称：21世紀臨調）とは、地方自治体の首長などの地方政界、経済界、労組。学界、報道界、言論界、NPO関係者など各界の著名人・有識者などが約150名集まり、政治改革の推進を目的とした集団。営利目的でなく各業界からの有志団体の提言体である。

## 概要
宮澤内閣当時の1992年4月20日に結成された「政治改革推進協議会」（民間政治臨調）が1999年7月12日に改組され発足した。なお、臨調（りんちょう）は第二次臨時行政調査会にちなむ呼称で、政府機関と区別する意味で“民間”とついている。事務局は公益財団法人日本生産性本部内。
各界からの代表者は無償の会議を年100回以上を重ねながら、日本の政治のあるべき姿を議題に議論を行い、提言活動を行う。また、党派を超えた与野党の議員や知事、市町村長らと交流し、議論を重ねる。
もっとも、小泉内閣当時に政治部会主査を務めた植草一秀は「大資本と大資本系労組の代表のみで構成される“似非国民会議”だ」と酷評している（当時の同部会長は佐々木毅で、植草と共に主査を務めたのは飯尾潤）。

## メンバー
肩書きは全て当会議に参加した当時のものである。

### 共同代表
- 佐々木毅（東京大学元総長）
- 茂木友三郎（キッコーマン会長）
- 北川正恭（早稲田大学大学院教授・前三重県知事）
- 西尾勝（国際基督教大学大学院教授）

### 副代表
- 池田守男（資生堂会長）
- 草野忠義（連合事務局長）
- 山田啓二（京都産業大学理事長・前京都府知事）
- 福川伸次（電通顧問）

### 主査
- 曽根泰教（慶應義塾大学教授）
- 飯尾潤（政策研究大学院大学教授）

### 顧問会議議長
- 奥田碩（トヨタ自動車工業会長、日本経済団体連合会会長）

### 特別顧問
- 山口信夫 日本商工会議所会頭
- 北城恪太郎 経済同友会代表幹事
- 奥田務 関西経済同友会代表幹事
- 瀬戸雄三 アサヒビール相談役
- 堀場雅夫 堀場製作所会長
- 小林陽太郎 富士ゼロックス会長
- 宮内義彦 オリックス会長・グループCEO
- 浜田広 リコー最高顧問
- 笹森清 連合顧問
- 小柴昌俊 東京大学特別栄誉教授
- 青木昌彦 スタンフォード大学名誉教授
- 石原信雄 地方自治研究機構理事長･元内閣官房副長官
- 中坊公平 日本弁護士連合会元会長（弁護士は廃業）
- 安藤忠雄　東京大学特別栄誉教授
- 三谷太一郎 東京大学名誉教授
- 佐藤幸治 近畿大学教授・京都大学名誉教授
- 奥島孝康 早稲田大学学事顧問・前総長
- 安西祐一郎 慶應義塾大学塾長
- 屋山太郎 政治評論家
- 中村桂子 JT生命誌研究館長
- 船橋洋一 ジャーナリスト

### 運営委員
- 案田陽治 サービス・流通連合副会長
- 安藤俊裕 日本経済新聞論説副主幹
- 石井邦尚 弁護士
- 石川一郎 日本経済新聞政治部長
- 石本伸晃 弁護士
- 乾正人 産経新聞政治部次長
- 井口武雄 三井住友海上火災保険会長・CEO
- 岩井奉信 日本大学教授
- 岩田公雄 読売テレビ報道局特別解説委員
- 上村武志 読売新聞論説副委員長
- 植本眞砂子 全日本自治団体労働組合書記長
- 宇治敏彦 中日新聞専務取締役東京本社代表
- 内永ゆか子 日本アイ・ビー・エム専務執行役員
- 老川祥一 読売新聞大阪本社社長
- 大保好男 読売新聞編集局次長
- 大塚陸毅 東日本旅客鉄道会長
- 大野重男 ハーモニィセンター理事長
- 大林剛郎 大林組会長
- 岡沢憲芙 早稲田大学教授
- 岡田晃 大阪経済大学客員教授・元テレビ東京解説委員長
- 岡野光喜 スルガ銀行社長
- 尾崎純理 弁護士
- 小田尚 読売新聞政治部長
- 勝俣恒久 東京電力社長
- 加藤哲夫 NPO法人せんだい･みやぎNPOセンター代表理事
- 加藤裕治 自動車総連会長
- 金井辰樹 東京新聞政治部平河キャップ
- 金子仁洋 桐蔭横浜大学教授
- 蒲島郁夫 熊本県知事・東京大学名誉教授
- 神尾隆 トヨタ自動車専務取締役
- 川戸惠子 TBS解説委員
- 木内孝 NPO法人フューチャー500理事長
- 菊池哲郎 毎日新聞論説委員長
- 岸井成格 毎日新聞特別編集委員
- 北岡有喜 国立病院機構京都医療センター医療情報部長
- 北村経夫 産経新聞編集長
- 木全ミツ 女子教育奨励会理事
- 木村伊量 朝日新聞編集局長
- 清原武彦 産経新聞会長
- 工藤泰志 言論NPO代表
- 久保文明 東京大学教授
- 倉重篤郎 毎日新聞政治部長
- グレン・S・フクシマ エアバス・ジャパン社長
- 黒岩祐治 神奈川県知事　元フジテレビジョンニュースキャスター、解説委員
- 小出幸男 JAM会長
- 高坂節三 コンパスプロバイダーズLLCゼネラルパートナー日本代表
- 河野通和 中央公論新社取締役雑誌編集局長
- 古賀伸明 電機連合委員長
- 小島明 日本経済研究センター会長
- 近藤大博 日本大学大学院教授
- 西川孝純 共同通信論説副委員長
- 笹岡好和 電力総連会長
- 佐藤大吾 NPO法人ドットジェイピー理事長
- 篠塚力 弁護士
- 四宮啓 弁護士
- 島脩 元読売新聞常務取締役編集局長
- 新藤宗幸 千葉大学教授
- 須網隆夫 早稲田大学教授
- 菅沼堅吾 東京新聞社会部長
- 鈴木勝利 電機連合顧問
- 關田伸雄 産経新聞政治部長
- 芹川洋一 日本経済新聞編集局次長兼論説委員
- 髙木剛 UIゼンセン同盟会長
- 高橋進 東京大学教授
- 竹中ナミ 社会福祉法人プロップ・ステーション理事長
- 立木正夫 サントリー顧問
- 田中愛治 早稲田大学教授
- 田中宗孝 日本大学教授・NPO選挙管理システム研究会理事長
- 谷眞人　弁護士
- 谷口将紀 東京大学助教授
- 千葉茂明 ガバナンス副編集長
- 辻中豊 筑波大学教授
- 飛田寿一 共同通信客員論説委員
- 外山衆司 産経新聞取締役総括補佐・秘書室長
- 中静敬一郎 産経新聞論説副委員長
- 中前忠 中前国際経済研究所代表
- 長坂嘉昭 プレジデント編集長
- 長島徹 帝人社長
- 長野和夫 産経新聞客員論説委員・東北文化学園大学教授
- 成田憲彦 駿河台大学学長
- 成毛眞 インスパイア社長
- 根本清樹 朝日新聞編集委員
- 野澤宏 富士ソフトABC会長兼社長
- 野中尚人 学習院大学教授
- 野村吉三郎 全日本空輸最高顧問
- 橋本五郎 読売新聞特別編集委員
- 林寛子 中日新聞文化部長
- 早野貴文 弁護士
- 早野透 朝日新聞コラムニスト
- 坂野潤治 東京大学名誉教授
- 菱山郁朗 日本大学講師
- 広瀬道貞 テレビ朝日会長
- 弘中喜通 読売新聞取締役・メディア戦略局長
- 船田宗男 元・フジテレビ報道局解説委員主幹
- 星浩 朝日新聞編集委員
- 増山幹高 成蹊大学教授
- 道あゆみ 弁護士
- 宮川勝之 弁護士
- 三宅弘 弁護士
- 宮島洋 早稲田大学教授
- 深山雅也 弁護士
- 村本道夫 弁護士
- 持田周三 朝日新聞政治部長
- 森本敏 拓殖大学教授、元野村総合研究所主席研究員
- 八木柾 共同通信編集局総務
- 矢内廣 ぴあ会長兼社長
- 薮野祐三 九州大学教授
- 山﨑養世 コンサルタント・前ゴールドマン・サックスアセットマネジメント社長
- 吉田文和 共同通信政治部長
- 与良正男 毎日新聞論説委員
- 安藤正基 株式会社ワイドスタッフ代表取締役

### 知事・市町村長連合会議
- 山田啓二 京都府知事
- 麻生渡 福岡県知事・全国知事会会長
- 石井正弘 岡山県知事
- 石川嘉延 静岡県知事
- 泉田裕彦 新潟県知事
- 木下博信 埼玉県草加市長
- 久住時男 新潟県見附市長
- 熊坂義裕 岩手県宮古市長
- 倉田薫 大阪府池田市長
- 後藤國利 大分県臼杵市長
- 後藤太栄 和歌山県高野町長
- 斎藤弘 山形県知事
- 潮谷義子 前熊本県知事
- 篠田昭 新潟市長
- 清水聖義 群馬県太田市長
- 鈴木俊美 栃木県大平町長
- 鈴木望 静岡県磐田市長
- 高野之夫 豊島区長
- 堂本暁子 千葉県知事
- 中田宏 横浜市長
- 中村時広 愛媛県知事
- 西川一誠 福井県知事
- 福田富一 栃木県知事
- 古川康 佐賀県知事
- 松沢成文 神奈川県知事
- 飯泉嘉門 徳島県知事
- 森民夫 新潟県長岡市長・全国市長会会長
- 森真 岐阜県各務原市長